# Quin Humphrey
Quin Humphrey (Fort Bragg, 11 novembre 1984) è un ex cestista statunitense, professionista nella NBDL e in Europa.